# Johannes Gumpp
Johannes Gumpp est un peintre autrichien, né à Innsbruck le 14 août 1626 et mort vraisemblablement à Florence. 

## Biographie
Il est fils de l'architecte Christoph Gumpp le Jeune (de). Johannes Gumpp est célèbre pour son autoportrait de 1646, exposé à présent dans le musée des Offices à Florence, et assez souvent reproduit : on y voit de dos l'artiste au travail, regardant son reflet dans un miroir octogonal, tout en se représentant sur une toile posée sur un chevalet. Sur une chaise, à sa gauche, un chat. Par terre, à sa droite, un chien. Les deux animaux domestiques semblent sur le point de se confronter ; mais absorbé par sa tâche, l'artiste semble ignorer cette scène qui se passe pourtant juste derrière lui. Il existe plusieurs versions de l'œuvre, l'une, en tondo, fait partie de la collection d'autoportraits conservée à Florence dans le corridor de Vasari passant par la galerie des Offices. 
Norman Rockwell se serait inspiré de cet autoportrait pour réaliser son Triple autoportrait. 

## Note
1. ↑  Voir les catalogues des Offices
2. ↑  Par exemple, ce tableau illustre la jaquette de couverture du livre de Pascal Bonnafoux, Les peintres et l'autoportrait, Genève, 1984.
3. ↑  Moi! Autoritratti del XX secolo, exposition fin 2004 de la galerie des Offices